# Conaire II Caem
Conaire II Caem („Przystojny”) – legendarny król Munsteru w latach ok. 200-220 oraz na wpół legendarny zwierzchni król Irlandii z dynastii Milezjan (linia Itha) w latach 212-220, syn Mog Lamy, w piątym stopniu potomka Conaire’a I Mora („Wielkiego”), zwierzchniego króla Irlandii.
Według średniowiecznej irlandzkiej legendy i historycznej  tradycji objął tron po śmierci swego teścia Conna Stu Bitew. Został, po ośmiu latach panowania, zabity z ręki Neimida, syna Sroibcinna (Sruibgenna), króla ludu Ernai z Munsteru. Jego następcą na tronie irlandzkim został szwagier Art III Aonfer („Samotnik”). Conaire pozostawił po sobie trzech synów z żony Saraid, córki Conna oraz siostry Arta:
- Cairpre Musc, przodek Múscraige i Corcu Duibne
- Cairpre Baschaein, przodek Corcu Baiscind
- Cairpre (alias Eochaid) Riada, przodek Dál Riady z potomkami znanymi, jako Síl Conairi; od niego wywodziły się dynastie Fergusa I Mora mac Eirc rządząca  Dalriadą oraz Loarna mac Eirc, z której pochodził m.in. Makbet, słynny król Szkocji. Od Fergusa wywodził się Kenneth I MacAlpin, pierwszy król Szkocji. Od niego zaś wywodzili się Stewartowie (Stuartowie), królowie Szkocji i Anglii.